# Silvio Simac
Silvio Simac (ur. 21 listopada 1973 w Zadarze) – chorwacki zawodnik sztuk walki oraz aktor. W karierze aktorskiej zadebiutował w filmie Człowiek pies, gdzie zagrał wojownika w podziemnym basenie. Pojawił się również w filmie akcji pt. DOA: Żywy lub martwy gdzie odegrał postać Leona. Posiada również dyplom z ekonomii na University of West London. 

## Kariera

### Tytuły i stopnie
- 14-krotny mistrz Wielkiej Brytanii w taekwondo (lata 1991-2000)
- IV. stopień dan w taekwondo
- V. stopień dan w Choi Kwang-Do
- III. stopień dan w kickboxingu
- I. stopień dan w karate Brithai
- czarny pas I. stopnia w samoobronie bojowej

### Wybrana filmografia
- Champion 2 (2006) jako Davic
- DOA: Żywy lub martwy (2006) jako Leon
- Człowiek pies (2005) jako wojownik w podziemnym basenie
- Transporter 3 (2008) jako Potężny Joe
- Człowiek Tai Chi (2013) jako Uri Romanov
- John Wick 3 (2019) jako Mięśniak